# Guatemalagrondspecht
De guatemalagrondspecht (Colaptes mexicanoides, synoniem Colaptes auratus) is een vogel uit de familie van de Picidae (spechten). Eerder werd deze vogel beschouwd als een ondersoort van de gouden grondspecht.

## Verspreiding
Deze soort komt voor van zuidelijk Mexico tot Nicaragua.